# بید و باد
بید و باد فیلمی ایرانی محصول ۱۳۷۷ به کارگردانی محمدعلی طالبی است. نویسندگان فیلم محمدعلی طالبی و عباس کیارستمی هستند.

## داستان
در یک روستای دور افتاده، معلم مدرسه، پسر بچه‌ای که شیشه‌ای شکسته را از کلاس بیرون می‌کند و به او تأکید می‌کند که تا شیشه‌ای جای آن نگذارد، حق آمدن به کلاس را ندارد...